# 17629 Koichisuzuki
17629 Koichisuzuki este un asteroid din centura principală de asteroizi.

## Descriere
17629 Koichisuzuki este un asteroid din centura principală de asteroizi. A fost descoperit pe 21 aprilie 1996 la Nanyo de Tomimaru Okuni. Asteroidul prezintă o orbită caracterizată de o semiaxă mare de 2,28 ua, o excentricitate de 0,13 și o înclinație de 6,2° în raport cu ecliptica.